# Battlefield 3
El Battlefield 3 (comunament abreujat com a BF3) és un videojoc d'acció en primera persona desenvolupat per EA Digital Illusions CE (DICE) i publicat per Electronic Arts (EA). És una continuació directe del Battlefield 2 del 2005, i el dotzè en el lliurament de la franquícia Battlefield.
El videojoc va ser llançat a l'Amèrica del Nord el 25 d'octubre de 2011 i a Europa el 28 d'octubre de 2011 per a Microsoft Windows, PlayStation 3 i Xbox 360. EA Mobile també va confirmar una versió per a la plataforma iOS. Es van vendre 5 milions de còpies en la primera setmana al mercat, i va rebre bones crítiques de la majoria de revisors. És el primer videojoc de la saga que no compta amb versions de suport de Windows abans de Windows Vista, ja que el joc només és compatible amb DirectX 10 i 11. La versió per a PC és exclusiva a la plataforma Origin d'EA, a través del qual els usuaris de PC també es poden autenticar en connectar-se al videojoc.
En el mode campanya, els jugadors prenen el control de diverses persones amb papers militars diferents; un Force Recon Marine, un oficial de sistemes d'artilleria del F/A-18, un operador de tanc M1A2 Abrams, i un operatiu GRU Spetsnaz. La campanya pren lloc en diverses zones, des de l'Iran a Nova York, i segueix la història del Sergent Henry Blackburn i més tard, de Dimitri Mayakovsky.

## Jugabilitat

El mode campanya per a un jugador de Battlefield 3. El personatge del jugador està armat amb una carabina G36C.

El Battlefield 3 inclou batalles d'armes combinades que va fer famosa la sèrie a través dels modes d'un sol jugador, cooperatiu i en línia. Es torna a introduir diversos elements absents dels videojocs Bad Company, incloent avions de combat, la posició de decúbit pron i batalles amb 64 jugadors a la versió per a PC. Per donar cabuda una quantitat de jugadors inferior a la versió de consola, l'àrea de terreny està limitada en Xbox 360 i PS3, encara que l'espai aeri segueix sent el mateix.
Durant una entrevista amb Game Informer, EA va declarar que el Mode Comandant és poc probable que s'inclogui, que va ser rebut amb algunes crítiques en el fòrum d'EA. El videojoc proporciona mapes ubicats a París, Teheran (així com en altres llocs de l'Iran), Sulaymaniyya, Nova York, Illes Wake, Oman, Kuwait i altres parts del Golf Pèrsic. Els mapes cobreixen zones urbanes, àrees centrals metropolitanes, i els escenaris oberts adequats per al combat en vehicles. El Battlefield 3 introdueix el "Battlelog"; un servei social gratuït multiplataforma amb la missatgeria de text incorporat, comunicacions de veu, estadístiques, i la possibilitat d'unir-se a les partides que els seus amics ja estan jugant (encara que tots dos jugadors han d'estar en la mateixa plataforma).

### Campanya
La campanya del joc té lloc l'any 2014. Les missions són records que formen part de l'interrogatori del Sergent de l'Estat Major Blackburn i no es produeixen en l'ordre dels esdeveniments. Cronològicament, les seccions inicials de la campanya es troben prop de la frontera entre l'Iraq i l'Iran, on el Cos de Marines dels EUA estan lluitant contra la Resistència i Alliberament Popular (PLR de les sigles en anglès). El joc es trasllada després cap al nord de l'Iran, continuant la lluita contra el PLR. Hi ha una missió ubicada als carrers de París, i una altra en les clavegueres i passos subterranis de Nova York.

#### Missions
El mode campanya consta de 12 missions, que acompanyen a la predecessora història del Battlefield 2. En els flashbacks dels records del St. Blackburn i de les històries que dos agents de la CIA li van explicant, aquests dos agents són els que l'interroguen; les missions són:
- Semper Fidelis (Desenvolupament: ): És un flashforward del que succeirà al final del joc. En aquesta missió seràs el Sgt. Blackburn i es mostra en les imatges com el jugador corre per saltar des d'un pont al sostre d'un tren al que després començar la cerca de Solomon, l'objectiu principal. Finalment en Solomon atrapa el jugador i apunta amb la seva arma, és aquí on acaba aquesta missió.
- Operació Swordbreaker (Desenvolupament: ): Blackburn està situat a l'Iraq amb el seu equip compost per Montes, Campo, Matkovic i Chaffin. Cole, al comandament d'aquesta unitat, se'ls encomana la missió de trobar a una altra unitat amb la qual han perdut contacte i creuen que el PLR (els enemics en aquest joc) són els responsables. Blackburn i el seu equip són emboscats i Chaffin queda ferit a causa del tret d'un franctirador. La resta de l'equip puja al sostre d'un edifici per posar fi a el franctirador i proveir d'ajuda a l'equip mèdic que ha anat per Chaffin. Posteriorment descobreixen el qual sembla el cable d'una bomba i Blackburn és enviat a desconnectar el cable, en fer-ho torna on hi ha la seva unitat que està sota l'atac del PLR però mentre comencen a repel·lir l'atac, un enorme terratrèmol deixa a Blackburn sota els enderrocs d'un edifici.
- Alçament (Desenvolupament: ): Blackburn aconsegueix sortir dels enderrocs, però ara es troba solament en un ambient hostil, ja que el PLR s'ha apoderat de la ciutat i estan prenent soldats ferits com a ostatges. Blackburn s'enfronta contínuament a diversos soldats del PLR mentre busca al seu equip. Finalment i per casualitat es troba amb en Montes i junts s'ajunten amb els altres marines mentre són atacats pel PLR. Finalment aconsegueixen escapar en un Osprey.
- Cacera (Desenvolupament: ): Ara el jugador passa a controlar a la tinent Colby Hawkins, que pilota un F-18. Ella està encarregada de realitzar un atac aeri sobre una base militar on suposadament es troba Al-Bashir, líder nominal del PLR. Però ha d'enfrontar-se a diversos Su-35 enemics, tot seguit en abatre els caces enemics, ataquen la base aèria i són informats que tropes aliades s'encarregaran del que en queda.
- Operació Guillotina (Desenvolupament: ): Blackburn, novament a Teheran, inicia un assalt al costat del seu equip amb l'objectiu de trobar a Al-Bashir. En arribar a un edifici d'apartaments i no trobar res, es dirigeixen a la carretera de la ciutat i són emboscats per tropes del PLR. Després de combatre les tropes del PLR, es dirigeixen a un banc on suposadament trobarien informació valuosa sobre el parador d'Al-Bashir. Juntament amb Matkovic, irrompen al banc i netegen la zona per a la resta dels marines que llavors es divideixen la cerca deixant a Blackburn i al seu equip la tasca de buscar en el subterrani i als voltants. Arriben al subterrani i és allí on descobreixen una caixa amb una bomba nuclear, però amb espai per a tres i mapes de París i del metro de Nova York amb una hora escrita, 6:02. Després veuen per les pantalles de seguretat que Al-Bashir entra al banc juntament amb Solomon i escolten com l'edifici comença a esfondrar-se.
- Camarades (Desenvolupament: ): En aquesta missió el jugador pren el paper de Dimitri "Dima" Mayakovski. Aquest agent rus, juntament amb Kiril i Vladimir estan a la recerca de Solomon i la bomba que suposadament seria detonada a París. Entren en un edifici d'oficines ple ocupat pels sequaços de Solomon. Troben la bomba i comencen una persecució contra el portador a causa que Dima posseeix un dispositiu que fa que el detonador de la bomba no funcioni però perquè això succeeixi, la bomba ha d'estar prop del dispositiu. Surten als carrers de París on s'enfronten a la policia francesa que els confon amb terroristes mentre el soldat amb la bomba es dona a la fugida. Després d'eliminar els policies continuen la persecució però un RPG mata a Vladimir deixant a Kiril i a Dima sols. Finalment troben el maletí de la bomba però en obrir-ho s'adonen que és un engany i que la bomba no hi és a dinsi mentre tracten de determinar que ocorre, la bomba nuclear explota destruint la ciutat al seu pas.
- Carrera del tro (Desenvolupament: ): El paper del jugador passa a ser el Sergent Jonathan Miller, que és part de la 1a divisió de tancs dels marines. Miller té la missió d'arribar al banc i anar en ajuda de Blackburn i el seu equip però per realitzar això han de travessar el desert. A mesura que ho fan són atacats per tropes i tancs del PLR. Després d'eliminar les tropes enemigues, arriben a la carretera on són atacats novament, aquesta vegada també per actuacions bomba. En posar fi a ells donen pas a dirigir-se a la ciutat.
- No em pot fer por cap mal (Desenvolupament: ): En arribar al banc, Miller dona suport a Blackburn i el seu equip mentre esperen a un helicòpter de rescat per a l'extracció de l'escamot i la bomba. L'helicòpter arriba però solament té espai per a l'equip de Blackburn i la bomba pel que Miller i el seu company de tanc han d'esperar. Desafortunadament el rescat no aconsegueix arribar a temps i Miller en no poder contenir l'atac del PLR és pres presoner. Al final d'aquesta missió se'ns mostra al cap Miller amarrat a una cadira i amb una càmera al davant, que després d'un discurs d'Al-Bashir, grava l'execució de Miller per part de Solomon.
- Torn de nit (Desenvolupament: ): Blackburn i Campo estan en la cerca d'Al-Bashir mentre donen suport a un grup d'assalt liderat per Cole. A mesura que avancen troben la sala on va ser executat Miller i són atacats. Després d'eliminar els seus enemics donen pas a donar suport de franctirador a l'equip de Cole i mentre fan això, s'adonen que Al-Bashir intenta escapar. Detenen el seu acte i el capturen, però està molt malferit. Entren a un centre comercial on Campo tracta de treure-li informació a Al-Bashir i mantenir-ho amb vida mentre Blackburn repel·leix als enemics que els ataquen. Finalment aconsegueixen escapar en un helicòpter. En aquest moment, Al-Bashir els revela que Solomon el va utilitzar a traïció i que el va atacar, i després de dir això mor.
- Entre l'espasa i la paret (Desenvolupament: ): Ara Blackburn i el seu equip són enviats a capturar a Amir Kaffarov, un traficant d'armes i amic d'Al-Bashir. Són emboscats i quan surten a camp obert observen el desembarcament dels paracaigudistes russos en aquest moment el comandant (Cole) decideix continuar amb la missió amb l'argument de demostrar la complicitat dels russos amb el PLR. Blackburn i el seu equip s'obren pas fins a arribar a un pont on són atacats per un Su-25 rus. Blackburn aconsegueix destruir-ho amb un llançacoets FIM-92 Stinger després que abatés a Campo i Matkovic, la qual cosa desencadena la ira de Montes en contra de Cole.
- Kaffarov (Desenvolupament: ): En aquesta missió el paper del jugador torna a encarnar a Dima. És un Flashback del que havia passat abans de París (ja que els esdeveniments de "Camarades" ocorren tan sols 10 hores abans de la interrogació de Blackburn) i és la missió de Dima, Kiril i Vladimir d'anar a la recerca de Kaffarov a la seva casa. En arribar a la seva casa són atacats pels contractistes de Kaffarov però aconsegueixen repel·lir-los i trobar a Kaffarov que aconsegueix escapar en helicòpter, però Dima es puja a l'helicòpter i quan aquest ja està en l'aire, aconsegueix prendre a Kaffarov i tirar-se per caure en la piscina de la casa. Finalment es mostra el moment en què Blackburn arriba a la casa de Kaffarov per trobar-ho agonitzant al costat de la seva piscina, aquí coneix a Dima que li diu que Solomon atacarà a París i Nova York i que han d'actuar junts per impedir-ho però ha de matar a Cole (ja que no permetria deixar lliure a un agent rus) que s'està apropant, Cole és abatut a trets per Blackburn. En aquest moment Dima li diu que ha de detenir a Solomon costi el que costi.
- El gran destructor (Desenvolupament: ): Es torna a l'inici del joc. Blackburn a la sala d'interrogacions es troba novament amb Montes amb el qual fuig d'aquí. Després de saltar i entrar al tren per atrapar en Solomon, Blackburn és atrapat per aquest, però Blackburn aconsegueix zafar-se. Després de l'explosió del tren inicia una persecució en contra de Solomon pels embornals i després al costat de Montes en un cotxe de la policia. El cotxe de policia s'estavella amb el de Solomon i tant ell com Montes i Blackburn aconsegueixen sortir amb vida però malferits. Solomon aconsegueix incorporar-se i mata en Montes, però Blackburn actua ràpid i després d'una llarga baralla a cops de mà, aconsegueix assassinar-lo i es queda mirant la bomba nuclear, sense saber que fer.

Finalment se'ns mostra un video de Dima, el qual va sobreviure a l'explosió de París, en el qual ens explica sobre la radiació que l'afecta i que ha deixat per escrit tant la seva història com la de Montes i el seu equip. Al final d'explicar-nos això, pren la seva arma i se sent que la carrega per disparar-se; immediatament després se sent que algú pica a la seva porta.

### Cooperatiu
En el Gamescom 2011 es va mostrar una versió de demostració exposant el mode cooperatiu. Karl Magnus Troedsson, gerent general de DICE va confirmar que l'opció de pantalla dividida no seria disponible en mode cooperatiu. DICE va declarar que la nova xarxa social Battlelog de Battlefield 3, estaria vinculada a totes les partides en mode cooperatiu, permetent als jugadors batre els resultats dels seus amics i registrar el rendiment. També es va confirmar que participant en el mode cooperatiu es permetria al jugador col·leccionar punts que desbloquegen contingut addicional que pot ser utilitzat en el mode multijugador.
En aquest mode el jugador ja no estarà sol en la batalla gràcies al poder de les noves característiques per a la comunitat de Battlelog. Els jugadors poden crear els seus propis escamots, comunicar-se amb altres jugadors i comparar el seu progrés multijugador amb amics i enemics per igual. Battlelog és gratuït en totes les plataformes.
El Battlelog és una plataforma en línia que permet als jugadors entrar al joc, veure les seves estadístiques, conversar amb altres jugadors, formar grups de jugadors coneguts com a escamots i veure els registres de totes les seves batalles. També permet als usuaris convidar als seus amics a la partida en la qual estan jugant mitjançant la "Drop-Zone", entrar als fòrums del joc i veure'n les notícies.

### Multijugador

El HUD en l'avió de combat del Mode Multijugador.

Les partides multijugador de Battlefield 3' permeten als jugadors prendre el paper de quatre rols: Assalt, Suport, Enginyer i Recon. No obstant això, hi ha més modes de joc que estan disponibles a través de la compra de packs de contingut descarregables addicionals. La versió de PC de Battlefield 3 s'obre per defecte a través d'un navegador web des del lloc web de Battlelog. Però hi ha un cercador de servidors en les versions de consoles.
A continuació es descriuen les quatre classes de modes de joc més importants:
- Classe d'Assalt

Porta un kit mèdic que es tira al sòl i la salut dels companys propers es regenera més ràpidament i també pot reviure als companys caiguts en el camp de batalla amb un kit de desfibril·lació. Sol portar fusells d'assalt com a arma principal. Una vegada desbloquejat, pot reemplaçar en kit mèdic per un llançagranades M320, que pot ser muntat sota el canó de la seva arma principal i equipat amb munició explosiva, de fum o perforant.
- Classe de Suport

Pot llançar munició per mitjà d'una caixa de munició en la qual quan s'ha quedat sense bales o granades, la caixa en suplirà. Així com utilitzar una LMG (metralladora lleugera) per combatre a les hordes d'enemics que es creuin en el seu camí. La LMG pot estar dotada amb un bípede que pot desplegar-se quan un estigui de cara a terra i sobre superfícies llises per donar-te una major precisió i reducció de la reculada. També, si es dispara foc de supressió sobre l'enemic, es pot aconseguir alguns punts extra, ja que s'ennuvola la seva visió i es detindrà la seva regeneració de salut. Aquesta tàctica pot utilitzar-se per permetre a altres jugadors avançar mentre se'ls proveeix de foc de cobertura.
- Classe d'Enginyer

Està equipada amb una carabina o subfusell i un llançacoets antivehicles (alternativament pot equipar-se amb míssils antiaeris FIM-92 Stinger o 9K38 Igla). Extremadament útil contra tota mena de blindat enemic, l'enginyer també posseeix una eina de reparació per reparar vehicles aliats o destruir els de l'enemic. Pot reemplaçar-se per mines antitanc M15. Si s'equipa un llançacoets FGM-148 Javelin, pot llançar un míssil guiat per làser, prèvia marcació làser per un SOFLAM (recon).
- Classe de Reconeixement

Porta equipat un rifle de franctirador semiautomàtic o bé de forrellat. La missió principal d'aquesta classe és albirar als enemics, perquè l'equip sàpiga on es troben. També pot equipar un punt de renaixement o spawn beacon que permet als membres de l'esquadró reaparèixer on es trobi el dispositiu, així també com un sensor de moviment que revela als enemics propers en el mapa i un sistema de marcació d'objectius per làser (SOFLAM).
A pesar que cada classe té un tipus predeterminat d'arma principal també hi ha algunes armes "generals" (PP-2000, MC 870...) Aquestes poden ser transportades per totes les classes. Amb la sortida del pack d'expansió Aftermath també es pot substituir l'objecte de la ranura de la farmaciola, de l'antitanc, dels explosius C4 i del T-UGS per la ballesta o la ballesta amb mira telescòpica i qualsevol tipus de la seva munició: caragol estàndard, caragol explosiu, caragol amb senyal de radar o caragol estabilitzat de llarg abast.

### Armes
Les armes es poden personalitzar: com també camuflatges i moltes més coses amb l'última expansió i Premium

#### Fusells d'assalt
- Solament disponibles per a la classe d'Assalt.

| Arma       | País d'origen  | Introduït | Calibre | Munició           | Carregador                   |
| ---------- | -------------- | --------- | ------- | ----------------- | ---------------------------- |
| AEK-971    | Rússia         | 1994      | 7,62 mm | 7,62 × 39 mm      | Extraible corb, de 30 bales  |
| AK-74M     | Unió Soviètica | 1974      | 5,45 mm | 5,45 x 39 mm      | Extraible corb, de 30 bales  |
| AN-94      | Rússia         | 1997      | 5,45 mm | 5,45 x 39 mm      | Extraible corb, de 30 bales  |
| F2000      | Bèlgica        | 2001      | 5,56 mm | 5,56 x 45 OTAN    | Extraible corb, de 30 bales  |
| G3A3       | Alemanya       | 1958      | 7,62 mm | 7,62 × 51 mm      | Extraible recte, de 20 bales |
| M416       | Alemanya       | 2005      | 5,56 mm | 5,56 x 45 OTAN    | Extraible corb, de 30 bales  |
| FAMES      | França         | 1978      | 5,56 mm | 5,56 x 45 OTAN    | Extraible corb, de 25 bales  |
| M16A3      | Estats Units   | 1961      | 5,56 mm | 5,56 x 45 OTAN    | Extraible corb, de 30 bales  |
| Fusell L85 | Regne Unit     | 1980      | 5,56 mm | 5,56 x 45 mm OTAN | Extraible corb de 30 bales   |

#### Carabines
- Solament disponibles per a la classe enginyer.

| Arma   | País d'origen         | Introduït | Calibre | Munició        | Carregador                  |
| ------ | --------------------- | --------- | ------- | -------------- | --------------------------- |
| A-91   | Rússia                | 2001      | 5,56 mm | 5,56 × 45 mm   | Extraible corb, de 30 bales |
| G36C   | Alemanya              | 1997      | 5,56 mm | 5,56 × 45 mm   | Extraible corb, de 30 bales |
| M4A1   | Estats Units          | 1994      | 5,56 mm | 5,56 x 45 OTAN | Extraible corb, de 30 bales |
| SCAR-H | Bèlgica/ Estats Units | 2007      | 5,56 mm | 5,56 x 45 OTAN | Extraible corb, de 20 bales |
| SG 550 | Suïssa                | 1990      | 5,56 mm | 5,56 x 45 OTAN | Extraible corb, de 30 bales |

#### Metralladores lleugeres
- Solament disponibles per a la classe de suport.

| Arma         | País d'origen         | Introduïda | Calibre | Munició           | Carregador                  |
| ------------ | --------------------- | ---------- | ------- | ----------------- | --------------------------- |
| M249         | Bèlgica/ Estats Units | 1982       | 5,56 mm | 5,56 × 45 mm      | Cinta de 100 bales          |
| M27 IAR      | Alemanya              | 2010       | 5,56 mm | 5,56 × 45 mm OTAN | Extraible corb, de 45 bales |
| M60I4        | Estats Units          | 1957       | 7,62 mm | 7,62 x 51 OTAN    | Cinta de 100 bales          |
| PKP Pecheneg | Rússia                | 1999       | 7,62 mm | 7,62 x 54 mm      | Cinta de 100 bales          |
| RPK-74M      | Unió Soviètica        | 1961       | 7,62 mm | 7,62 x 39 mm      | Extraible corb, de 45 bales |

#### Fusells de precisió
- Solament disponibles per a la classe de reconeixement.

| Arma     | País d'origen  | Introduït | Calibre | Munició      | Carregador                   |
| -------- | -------------- | --------- | ------- | ------------ | ---------------------------- |
| M40A5    | Estats Units   | 1966      | 7,62 mm | 7,62 x 51 mm | Extraible recte, de 10 bales |
| M98B     | Estats Units   | 2008      | 8,58 mm | 338 Magnum   | Extraible recte, de 5 bales  |
| Mk11 MOD | Estats Units   | 1990      | 7,62 mm | 7,62 x 51 mm | Extraible recte, de 10 bales |
| M39 EMR  | Estats Units   | 2008      | 7,62 mm | 7,62 x 51 mm | Extraible recte, de 10 bales |
| L96      | Regne Unit     | 1982      | 7,62 mm | 7,62 x 51 mm | Extraible recte, de 10 bales |
| M417     | Alemanya       | 2005      | 7,62 mm | 7,62 x 51 mm | Extraible recte, de 20 bales |
| JNG-90   | Turquia        | 2008      | 7,62 mm | 7,62 x 51 mm | Extraible recte, de 10 bales |
| SVD      | Unió Soviètica | 1963      | 7,62 mm | 7,62 x 54 mm | Extraible corb, de 10 bales  |
| SKS      | Unió Soviètica | 1945      | 7,62 mm | 7,62 × 39 mm | Extraible corb, de 20 bales  |
| SV-98    | Rússia         | 1998      | 7,62 mm | 7,62 x 54 mm | Extraible recte, de 10 bales |

#### Subfusells
- Disponibles per a totes les classes.

| Arma    | País d'origen  | Introduït | Calibre  | Munició                 | Carregador                   |
| ------- | -------------- | --------- | -------- | ----------------------- | ---------------------------- |
| AS VAL  | Unió Soviètica | 1980s     | 9 mm     | 9 x 39 mm               | Extraible recte, de 20 bales |
| MP7     | Alemanya       | 2001      | 4,6 mm   | 4,6 x 3,0 mm            | Extraible recte, de 20 bales |
| P90     | Bèlgica        | 1994      | 5,7 mm   | 5,7 x 8,8 mm            | Extraible recte, de 50 bales |
| PP-2000 | Rússia         | 2003      | 9 mm     | 9 x 19 Luger/Parabellum | Extraible recte, de 20 bales |
| UMP-45  | Alemanya       | 1990s     | 11,43 mm | .45 ACP                 | Extraible recte, de 25 bales |

#### Escopetes
- Disponibles per a totes les classes.

| Arma     | País d'origen | Introduïda | Calibre        | Munició        | Carregador                      |
| -------- | ------------- | ---------- | -------------- | -------------- | ------------------------------- |
| 870MCS   | Estats Units  | 1951       | .12 (18,53 mm) | Cartutx del 12 | Dipòsit tubular de 4 cartutxos  |
| DAO-12   | Sud-àfrica    | 1980s      | .12 (18,53 mm) | Cartutx del 12 | Tambor, de 8 cartutxos          |
| M1014    | Itàlia        | 1998       | .12 (18,53 mm) | Cartutx del 12 | Dipòsit tubular de 4 cartutxos  |
| Saiga-12 | Rússia        | 1970s      | .12 (18,53 mm) | Cartutx del 12 | Extraible recte, de 5 cartutxos |
| USES-12  | Corea del Sud | 1980s      | .12 (18,53 mm) | Cartutx del 12 | Extraible recte, de 6 cartutxos |

### Armes secundàries

#### Pistoles
- Disponibles per a totes les classes.

| Arma         | País d'origen | Introduïda | Calibre  | Munició       | Carregador                   |
| ------------ | ------------- | ---------- | -------- | ------------- | ---------------------------- |
| 93R          | Itàlia        | 1970s      | 9 mm     | 9 x 19 mm     | Extraible recte, de 20 bales |
| G17C         | Àustria       | 1982       | 9 mm     | 9 x 19 mm     | Extraible recte, de 17 bales |
| G18C         | Àustria       | 1982       | 9 mm     | 9 x 19 mm     | Extraible recte, de 19 bales |
| M1911        | Estats Units  | 1911       | 11,43 mm | 11,43 x 23 mm | Extraible recte, de 7 bales  |
| M9           | Itàlia        | 1975       | 9 mm     | 9 x 19 mm     | Extraible recte, de 10 bales |
| Magnum 44    | Estats Units  | 1955       | 11 mm    | .44 Magnum    | Tambor de 6 bales            |
| MP412 REX    | Rússia        | 1990s      | 11 mm    | .357 Magnum   | Tambor de 6 bales            |
| MP-443 Grach | Rússia        | 2003       | 9,3 mm   | 9 x 19 mm     | Extraible recte, de 10 bales |

#### Llançacoets
- Solament disponibles per a la classe enginyer.

| Arma            | País d'origen  | Introduït | Calibre | Munició         |
| --------------- | -------------- | --------- | ------- | --------------- |
| 9K38 Igla       | Unió Soviètica | 1983      | 72 mm   | Míssil de 72 mm |
| FGM-148 Javelin | Estats Units   | 1996      | 127 mm  | Míssil de 12 kg |
| FIM-92 Stinger  | Estats Units   | 1981      | 70 mm   | Míssil de 3 kg  |
| SMAW            | Estats Units   | 1984      | 83,5 mm | Coet de 83,5 mm |
| RPG-7           | Unió Soviètica | 1961      | 85 mm   | Coet de 85 mm   |

### Modes de joc
Els modes de joc al Battlefield 3 són:
- TCT: Equip (Tots contra tots): Team Deatmatch en la versió en anglès. Els jugadors són dividits en equips (Rússia i Estats Units), els quals s'enfronten en una batalla a mort. Els jugadors apareixeran en punts d'aparició (Spawn points) aleatoris; l'equip en arribar a un nombre determinat de baixes enemigues serà el guanyador.
- TCT: Patrulla (Squad Deathmatch en anglès). Els jugadors són dividits en fins a quatre patrulles que barallen entre elles. La patrulla que aconsegueixi primer el nombre indicat de baixes enemigues serà la guanyadora.
- Conquesta (Conquest en anglès): És el primer mode de joc implementat en la saga Battlefield. Els jugadors, igual que en TCT: Equip, són dividits en dos equips, mentre que en el mapa hi haurà punts denominats banderes, que podran ser capturats pels equips, permetent-los utilitzar-les com a punts d'aparició. Tots dos equips comencen amb un determinat nombre de punts o "tiquets"; cada vegada que un jugador mori, en reaparèixer consumira un tiquet de la reserva del seu equip, a més, si un equip posseeix la meitat o més de les banderes, els tiquets de l'equip enemic disminuiran gradualment. L'equip que es quedi sense tiquets, perd.
- Assalt (Rush en anglès): En aquest mode, el mapa es divideix en diferents etapes. Un dels equips, anomenat atacant, haurà de col·locar una càrrega explosiva i detonar un lloc de comunicació militar enemic, o M-COM, mentre que l'altre equip, denominat defensor, haurà d'evitar que això succeeixi, i en cas que les càrregues siguin col·locades, desactivar-les abans que esclatin. Això ha de ser realitzat dues vegades per poder accedir a la següent etapa del mapa, on ha de repetir-se el procés fins que s'arribi fins a l'etapa final. En aquest mode, només l'equip atacant posseeix un nombre limitat de tiquets. Així, si l'equip defensor aconsegueix eliminar tot l'equip atacant, serà el guanyador. Cada vegada que es finalitzi una etapa, es reinicia el nombre de tiquets de l'atacant.
- Assalt per patrulles (Squad Rush): En Assalt per patrulles, han d'enfrontar-se dues patrulles en un mapa reduït. Les regles són gairebé idèntiques a Assalt, excepte que només hi haurà una M-COM per etapa i només dues etapes.
- Assalt Conquesta (Conquest Assault): Aquest mode va ser introduït amb el paquet d'expansió "Back to Karkand". És molt similar al mode Conquesta, excepte que en començar la ronda, un equip té el control de totes les banderes, i l'altre equip ha de capturar-les.
- Mestre Armer (Gun Master): Introduït amb el paquet Close Quarters, el mestre armer és un mode de joc basat en una modificació del joc Counter-Strike. Tots els jugadors comencen amb la mateixa pistola, i han d'avançar per les diferents armes del joc, passant a la següent cada vegada que s'eliminen dos enemics. L'última és el ganivet, qui aconsegueixi eliminar un jugador amb aquesta arma serà el guanyador.
- Dominació de Conquesta (Conquest Domination): També inclòs amb el paquet Close Quarters, bàsicament igual que el mode conquesta, excepte que el radi de captura de les banderes és menor i les mateixes es capturen molt més ràpidament que en la manera comuna.
- Superioritat de Tancs (Tank Superiority): Introduït en el paquet Armored Kill. Consisteix en un gran mapa amb només una bandera que estarà situada prop del centre del mapa, i múltiples blindats de diferent tipus per a cada equip, incitant grans batalles.
- Carronyer (Scavenger): Introduït en el paquet Aftermath. Consisteix en un mapa reduït amb solament una pistola, ganivet i granada, en el qual els jugadors lluitessin per la supremacia de banderes i armes distribuïdes en diferents zones del mapa. Les armes es classifiquen per nivells: els rifles d'assalt, les metralladores lleugeres i les carabines tenen nivell 3, les escopetes i els rifles de precisió nivell 2 i les armes de defensa personal nivell 1.

## Sinopsi

### Personatges
- Sergent Henry "Black" Blackburn. És membre del Cos de Marines dels Estats Units (sigles en anglès USMC) i el protagonista principal del joc. Durant l'argument, és interrogat per 2 agents de la CIA sobre una amenaça terrorista per part del PLR i el seu líder anomenat Solomon. Les missions de Blackburn se centren en com va conèixer els plans de Solomon i la seva relació amb Dimitri "Dima" Mayakovsky.
- Dimitri "Dima" Mayakovsky. És el segon protagonista del joc. Antic membre dels Spetsnaz, la missió de Dima consisteix a detenir els plans de Solomon costi el que costi. Després de conèixer a Blackburn, li indica que un home anomenat Solomon planeja atacar París i Nova York, d'aquesta manera Blackburn s'uneix a Dima per detenir-ho. El personatge és jugable en només 2 missions: Camarades i Kaffarov.
- Tinent Jennifer "Colby" Hawkins. És una membre de l'Oficina Naval de Vol i pilot d'un avió F-18. La seva missió consisteix atacar un aeroport ple de gom a gom per membres del PLR a Teheran.
- Sergent Jonathan Miller. És membre de la USMC i operador d'un tanc durant una operació a Teheran, Iran per rescatar a Blackburn i els seus companys. En assegurar el punt d'extracció, és capturat pel PLR i assassinat a les mans de Solomon per ordre de Faruk Al-Bashir.

#### Antagonistes
- Solomon. És el principal antagonista del joc. Aliat de Faruk Al-Bashir i el PLR, els seus plans consisteixen a atacar París i Nova York amb armes nuclears. Un altre dels seus aliats és Amir Kaffarov. Segons els agents que interroguen a Blackburn, Solomon és un agent actiu de la CIA amb l'objectiu d'aconseguir informació sobre Al-Bashir, però en realitat els seus plans no són el que semblen, encara que la CIA no s'adona d'això.
- Faruk Al-Bashir. És el segon antagonista del joc i líder del PLR (People's Liberation and Resistance).
- Amir Kaffarov. És el proveïdor d'armes de Solomon. En ser capturat en la seva vila pel GRU, revela els plans de Solomon a Dima.

#### Altres personatges
- Steve Campo. És membre del USMC i part del 1r batalló de reconeixement. Acompanya a Blackburn, Montes i Matkovic en gairebé totes les missions. Mor assassinat amb Matkovic a causa d'un Jet del GRU.
- John Matkovic. Membre del USMC, part del 1r batalló de tecnicos. Acompanya a Blackburn, Montes i Camp en gairebé totes les missions. Mor assassinat amb en Campo a causa d'un Jet del GRU.
- David "Dave" Montes. És el company de Blackburn i membre del USMC. Acompanya a Blackburn en tota el mode campanya fins a l'última missió en la qual és assassinat per Solomon.
- Quinton Cole. L'oficial al comandament de Blackburn i la seva unitat. Mostra certa fredor i agressivitat contra els seus soldats. Blackburn el mata en la missió Kaffarov per poder detenir a Solomon.
- Vladimir. És el company de Dima. Mor en la missió Camarades
- Kiril. Forma part de l'equip de Dima i Vladimir. Després que la bomba de París esclatés, es desconeix el seu parador o es creu que va morir pels efectes de la radiació nuclear.
- Agents de la CIA Gordon i Wisthler. Són els agents que interroguen a Blackburn durant tota la trama. No creuen que la història de Blackburn sigui certa, sinó asseguren que Dima el va enganyar per esclatar la bomba a París i que Solomon no és un terrorista.

### Argument
Els fets tenen lloc en el 2014, El Sergent Blackburn lidera un equip de cinc membres en una missió per trobar i tornar cap als Estats Units un equip que estava investigant un possible IED a Sulaymaniyya, Iraq, que l'última posició coneguda fou un mercat controlat per una milícia hostil anomenada PLR. Això no obstant, un terratrèmol destrueix la ciutat durant el tiroteig amb el PLR. En Blackburn escapa de les ruïnes amb en Montes i altres supervivents. Diverses setmanes després, els EUA envien Marines a l'Iran. L'aviador naval i pilot de F-18 Lt. Hawkins vola sobre l'Iran i pren part en un atac aeri contra l'Aeroport Internacional de Mehrabad. Arran dels atacs aeris, Blackburn i el seu equip són enviats a Teheran per dur a terme l'avaluació de danys de la batalla i capturar el líder de la PLR, Al-Bashir. Mentre investiga una zona subterrània en localització sospitosa de l'objectiu, Blackburn i el seu equip descobreixen que el PLR han adquirit dispositius nuclears portàtils russos, i que dos dels tres dispositius estan desapareguts. En ser envaïdits, i sol·licitant els reforços, un comboi de M1 Abrams dirigit pel Sergent Miller es desplega per extreure l'equip d'en Blackburn. En Miller facilita l'extracció en helicòpter d'en Blackburn, però és capturat quan espera un Quick Reaction Force. En Miller és ràpidament executat per Solomon i Al-Bashir, gravant-ho en video
Més tard, en Blackburn i el seu equip planegen capturar a Al-Bashir, que s'adona que en Solomon el va trair i revela el seu pla per detonar les bombes a París i Nova York, abans de morir a causa de les ferides que va patir en la seva captura. L'equip d'en Blackburn també obté un avantatge sobre un traficant d'armes, Kaffarov, que estava treballant amb en Solomon; no obstant això, perseguint en Kaffarov, els nord-americans troben una gran força russa, que creuen estan tractant d'ajudar a Kaffarov i són hostils cap als nord-americans. Gairebé tot l'equip d'en Blackburn és assassinat, mentre que un equip de Spetsnaz dirigit per Dima assalta la villa d'en Kaffarov. En Dima interroga amb èxit a Kaffarov.
En Blackburn arriba a la villa i troba en Dima i en Kaffarov inconscient. En Dima revela la trama d'en Solomon a Blackburn i li demana la seva cooperació per prevenir una guerra entre les nacions. Mentre que l'oficial al comandament d'en Blackburn, en Cole, arriba, en Blackburn és forçat a disparar al seu superior. A causa d'això, en Blackburn és capturat i interrogat per agents dins de la Central Intelligence Agency (CIA) i explica totes les operacions anteriors a ells en flashbacks. Durant la captivitat d'en Blackburn, l'equip Spetsnaz d'en Dima intenta aturar l'atac a Paris però un dels membres anomenat Vladimir és assassinat en el procés. En Dima no té èxit i ell i en Kiril, l'altre Spetsnaz supervivent, pateixen els efectes de la detonació nuclear. Els agents de la CIA no creien en la història d'en Blackburn, des que en Solomon és un informador de la CIA i no hi ha proves concretes de la seva participació en els atacs terroristes. En el seu lloc, creuen que Rússia és responsable dels atacs i que en Dima va utilitzar en Blackburn.
En no tenir una altra opció, en Blackburn i en supervivent Montes de l'equip surten de la captivitat per aturar l'atac a Nova York. En Montes rep un tret en el procés, però en Blackburn se les arregla per matar en Solomon i recuperar la bomba. En l'epíleg, després d'haver estat diagnosticat amb una síndrome d'irradiació aguda, en Dima escriu sobre els esforços tant d'ell com en Blackburn per aturar els plans d'en Solomon i es prepara per donar-se un tret. No obstant això, un cop a la porta li demana que s'aturi.

## Desenvolupament
La plataforma base de Battlefield 3 va ser originalment per a PC fins que va ser introduït la versió de consoles en la meitat del procés de desenvolupament. La versió de Xbox 360 del Battlefield 3 se subministra en dos discos a causa del límit de mida de disc; però, la versió de PS3 se subministra en un disc Blu-ray.
El Battlefield 3 és el primer joc del motor Frostbite 2. Aquest motor Frostbite actualitzat pot proporcionar una major destrucció realística d'edificis i part de l'escenari. A diferència de les versions anteriors, aquesta també suporta zones densament urbanes.
El Battlefield 3 utilitza un nou tipus de tecnologia d'animació de personatges anomenada ANT. La tecnologia ANT és utilitzada en els videojocs d'EA Sports, com el FIFA, però el Battlefield 3 fou adaptat per crear un soldat més realista, amb la possibilitat de fer la transició de cobrir-se i girar el cap abans que el cos, com també "arrossegar companys caiguts i muntar armes en gairebé qualsevol part del terreny".
A més la il·luminació és un altre aspecte corregit (ja que en el Battlefield Bad Company 2 va ser un dels punts febles del motor), la radiositat en temps real, aporta una imatge molt superior a la vista en anteriors generacions de jocs.
La data de sortida va ser el 25 d'octubre del 2011 (poc abans del llançament del seu rival Call of Duty Modern Warfare 3 que es llançaria el dia 8 del mes següent), al costat d'un paquet de mapes, entre els quals s'inclou l'aclamat mapa Strike at Karkand de Battlefield 2, i vehicles exclusius de la versió limitada. Aquest paquet de mapes s'adquireix de franc per a aquells que van reservar el joc o van adquirir l'Edició Limitada.

### Contingut exclusiu per a PlayStation 3
El 6 de juny de 2011, durant la conferència de premsa de Sony en l'E3 2011, Jack Tretton de Sony Computer Entertainment of America va anunciar que la versió per a PlayStation 3 podria ser acompanyat d'una còpia del Battlefield 1943, no obstant això, en el llançament, el joc no es va incloure. EA després va dir que els usuaris de Battlefield 3 per a PlayStation 3 rebrien un DLC exclusiu. En el 20 de novembre de 2011, el bufet d'advocats Edelson McGuire va portar a EA als tribunals en nom dels jugadors decebuts. La queixa se centra en la comunicació d'EA del canvi de pla, poc després que el DLC fos anunciat. Poc després, EA va ser amenaçat de ser portat als tribunals per la seva falta de lliurament del joc lliure com es va anunciar en l'E3, EA va anunciar que oferirà als propietaris de la versió de PlayStation 3 de Battlefield 3 una còpia gratuïta descarregable de Battlefield 1943.

### Versió per a Wii U
El 7 de juny del 2011, durant la conferència de premsa de Nintendo de l'E3 2011, John Riccitiello d'EA va pujar a l'escenari i va expressar el seu interès pel nou sistema de Nintendo, la Wii U, i va fer al·lusió a un possible joc de Battlefield 3 per aquest sistema.
Uns mesos després, el productor de DICE, Patrick Liu, va voler aclarir que actualment no hi ha plans per portar Battlefield 3 a Wii U, bàsicament perquè a la consola de Nintendo li falta molt temps per sortir i no tindria sentit llançar un joc que està a punt d'estrenar-se.
-Estem veient el que podem fer [en Wii U], però no tenim jocs planejats encara-, aclareix Patrick al mitjà GameCentral. -Fins que no tinguem una idea brillant que puguem dur a terme amb el nou control, penso que no té sentit fer una altra versió que simplement sigui igual a les altres-, afirma.
Una de les possibles funcions que podrien incloure en aquesta hipotètica versió seria un mapa en el comandament de control, encara que veuen improbable que ho acabin llançant: -Probablement no seria Battlefield 3 perquè Wii U està encara lluny de llançar-se. No ha sortit encara-.

### Beta
La versió beta oberta va iniciar-se en el 29 de setembre de 2011, per a totes les plataformes, i va finalitzar el 10 d'octubre de 2011. Un accés exclusiu de 48 hores va ser atorgat a aquells jugadors que van comprar l'edició Tier 1 de Medal of Honor o van reservar la versió digital del Battlefield 3: Limited Edition a través d'Origin.

### Continuació
El president d'Electronic Arts, Frank Gibeau va confirmar la intenció de l'empresa en llançar una continuació durant una xerrada a la Universitat de Califòrnia. El seu comentari va ser llavors tuitejat pels assistents. "No serà un Battlefield 4", va dir. Després, un portaveu d'EA va declarar a IGN: "Frank estava parlant en termes generals sobre la saga Battlefield– una marca que EA està profundament apassionada i una comunitat de fans que s'ha compromès amb EA." En la vigília del llançament de Battlefield 3', DICE va declarar a Eurogamer que era l'esperança de l'estudi suec que algun dia tindria l'oportunitat de fer el Battlefield 4. "Això se sent com el primer dia ara," segons va declarar el productor executiu Patrick Bach. "És emocionant. El Frostbite 2 ens ha obert un paisatge gran davant nostre perquè puguem fer el que vulguem."
EA va anunciar que aquells que pre-reservin l'Edició Limitada de Medal of Honor: Warfighter tindran accés a la beta de Battlefield 4, que està prevista per a la tardor de 2013.

## Màrqueting i publicació
El Battlefield 3 va ser anunciat el 3 de febrer de 2011, per la revista GameInformer. Un mes de cobriment de GameInformer va incloure informació en la creació del videojoc i entrevistes amb DICE, com també tres tràilers: un teaser i les primeres dos parts en una sèrie de jugabilitat del nivell "Fault Line". Els altres tràilers van ser publicats mostrant diferents aspectes del joc, incloent els modes d'un sol jugador i multijugador, com també l'èmfasi en el nou motor. El 16 d'agost de 2011, es va mostrar un tràiler de la jugabilitat en mode cooperatiu i el multijugador a Caspian Border durant el Gamescom 2011 il·lustrant el mode cooperatiu i la primera escena en combat aeri, respectivament.
Les publicacions de tràilers també van cobrar impuls a la setmana abans del llançament del joc. EA va llançar un tràiler del multijugador que va mostrar la varietat de mapes disponibles en aquest mode, amb escenes curtes de joc real. També presentava trets d'un mapa que s'inclou en el contingut descarregable (DLC) de "Back to Karkand". EA també va llançar un tràiler oficial, mostrant les diferents missions en el mode individual.
El CEO d'EA John Riccitiello, va declarar que el Battlefield 3 està dirigit a competir amb la saga de Call of Duty. "Aquest mes de novembre, llançarem el Battlefield 3. Això va en contra del següent Call of Duty, que és actualment el número 1 joc en la indústria del joc," segons va declarar, "Un joc que vaig fer l'any passat va proporcionar $400 milions dels ingressos en el primer dia. Battlefield 3 està dissenyat per batre el rècord." EA va planejar passar més dels $100 milions en una campanya de màrqueting per al Battlefield 3. Electronic Arts també va declarar que Battlefield 3 és un producte per superar l'acció en primera persona de Call of Duty. EA també va aclarir pel que fa a la seva comercialització de Battlefield 3, exposant que va iniciar la seva campanya aviat per establir un rècord en vendes. Qualsevol que hagués vist un tràiler de la pròxima pel·lícula Act of Valor a través de la web oficial de Battlefield 3 podria rebre gratuïtament dogtags descarregables per funcionar amb qualsevol versió del joc.

### Promoció de reserva
Totes les comandes prèvies de l'Edició Limitada permeten el lliure accés al paquet de DLC "Back to Karkand", una referència al mapa de "Strike at Karkand" (un mapa popular de BF2), per incloure quatre mapes portats de Battlefield 2, 10 noves armes, 4 nous vehicles, 5 nous èxits/trofeus, i una nova addició a la sèrie, "Assignments". Els mapes del pack d'expansió són: Strike at Karkand, Gulf of Oman, Wake Island, i Sharqi Peninsula.
Les reserves en botigues seleccionades i a Origin incloïen el "Physical Warfare Pack", permetent l'accésa moltes armes exclusives; incloent-hi una metralladora lleugera, un accessori del rifle de franctirador i blindatge de munició perforant. També es va incloure l'accés el dia del llançament de l'escopeta semiautomàtica DAO-12, que altres jugadors poden desbloquejar durant el joc. Les reserves en botigues seleccionades també van oferir la "SPECACT Kit Upgrade", el "Dog Tag Pack" i l'equip per l'avatar del jugador de la consola de Battlefield 3. Les reserves a Origin proporcionaven als jugadors una escopeta i una boina per a Battlefield Play4Free, i 48 hores d'accés abans d'hora a la beta de Battlefield 3.
Originalment, hi havia el "Physical Warfare Pack" com a exclusiva a les reserves, però la reacció dels seguidors va ser negativa, causant que EA aclarís que es posaria a disposició de tots els jugadors de franc a finals d'any. En el 2 de setembre de 2011, es va penjar un video al YouTube del Physical Warfare Pack mostrant tot el contingut inclòs en el joc.
Tot el contingut excepte el paquet de "Back to Karkand" estava disponible des del primer dia. La data de llançament per al paquet va ser anunciat per al 6 de desembre de 2011 per a la PS3, i una setmana més tard, per a Xbox 360 i PC.

### Accés en línia
Per accedir al mode de joc multijugador en línia en les consoles, els jugadors han d'activar un accés en línia. Les noves còpies del joc inclouen un accés en línia per al propietari original del joc per accedir al mode multijugador; no obstant això, si un jugador compra una còpia usada o lloga el joc, han d'adquirir un accés en línia per separat, o accedir a una prova de 48 hores a través del lloc web oficial del joc. Quan es va preguntar per què els desenvolupadors van implementar el sistema d'accessos, el dissenyador de videojocs Alan Kertz va contestar, "Atès que els servidors de jocs costen diners, els usats no fan diners pels desenvolupadors."

## Contingut descarregable
DICE ha llançat fins ara quatre paquets d'expansió:
- Back to Karkand:[60] conté quatre mapes clàssics de Battlefield 2: Gulf of Oman, Sharqui Peninsula, i els clàssics Wake island i Strike at Karkand. També inclou noves xapes d'identificació, el mode Assalt Conquest i 10 armes noves, que poden ser desbloquejades després de completar missions específiques o Assignments.
- Close Quarters:[61] Close Quarters agrega al joc 4 mapes orientats al combat tancat d'infanteria o CQC. Igual que Back to Karkand inclou 10 noves armes a les quals es pot accedir després de completar missions específiques. També inclou dos nous modes de joc: Gun master i Conquest Domination.
- Armored Kill:[62] Armored Kill ofereix grans mapes amb nous vehicles, com els destructors de tancs (vehicles lleugerament blindats però armats amb potents canons per destruir els blindats enemics) i artilleria mòbil, entre altres coses. Una gran introducció va ser l'aeronau AC-130, disponible en capturar banderes específiques en cada mapa, i el mapa més gran en la història de tota la franquícia: Desert de Bandar
- Aftermath:[63] Aftermath afegeix al videojoc, quatre nous mapes, entre ells, Palau d'Asadaz, Epicentre i Mercat de Markaz, tres nous vehicles amb major potència de foc i destrucció, un nou mode de joc anomenat Carronyer (Scavenger en anglès), en el qual els soldats armats únicament amb una pistola lluitaran per sobreviure. El contingut també inclou una ballesta, deu noves missions, deu xapes d'identificació, i cinc assoliments i trofeus. En aquest DLC es va introduir la ballesta ("XBOW" en anglès) com a arma per a totes les classes. La ballesta aquesta constituïda de peces sobrants de diferents armes de foc no funcionals, com el marc, sobre el qual es munta un arc rudimentari accionat per un gallet.

El jugador podra triar entre dos tipus diferents de ballesta, la ballesta "estàndard", equipada amb una mira de punt vermell, i una altra equipada amb una mira telescòpica de 7 augments. Deixant de costat les òptiques, no hi ha cap diferència apreciable entre els dos models.
El jugador també podrà triar d'una varietat de fletxes o caragols, els quals tindran diferents utilitats:
- Caragol estàndard (Bolt): Caragol estàndard de la ballesta. Posseeix una considerable caiguda a la distància, precisió moderada i dany elevat.
- Caragol escàner (Scan bolt): Caragol que no danya l'enemic si l'impacta. Si es dispara contra una superfície solguda, es clava en la mateixa i escaneja l'àrea circumdant revelant la posició dels enemics propers en el mapa.
- Caragol equilibrat o EQ (Balanced bolt): Caragol que posseeix baixa caiguda a la distància i dany mitjà. Dissenyat per a enfrontaments de mitjà a llarg abast.
- Caragol explosiu EX(HE bolt): Caragol de molt curt abast. En la seva punta posseeix una quantitat d'explosiu plàstic. Útil contra vehicles de blindatge lleuger i per a les classes sense equipament antivehicles, com la de reconeixement.

Finalment només queda l'últim el DLC per part de la companyia DICE, titulat End Game, esperat pel març de 2013.
També ha sortit una altra versió de Battlefield 3 anomenada Battlefield 3 Premium, en la qual inclou tots els DLC que DICE ha llançat, inclòs els que es llancessin més endavant (Tots els DLC seran gratis pels quals tinguin Battlefield 3 Premium), noves armes, noves xapes d'identificació, tornejos amb doble experiència, etc.

## Banda sonora
Una banda sonora oficial va ser posada en llibertat el 24 d'octubre, un dia abans que el joc fos llançat. Està disponible a iTunes i Amazon. La música va ser composta per Johan Skugge i Jukka Rintamäki.
| 1.  | «Battlefield 3 Main Theme» | Johan Skugge & Jukka Rintamäki | 1:56 |
| 2.  | «Thunder Run»              | Johan Skugge & Jukka Rintamäki | 2:51 |
| 3.  | «The Red Wire»             | Johan Skugge & Jukka Rintamäki | 0:33 |
| 4.  | «Solomon's Theme»          | Johan Skugge & Jukka Rintamäki | 2:51 |
| 5.  | «Spark»                    | Johan Skugge & Jukka Rintamäki | 0:43 |
| 6.  | «Frostbite»                | Johan Skugge & Jukka Rintamäki | 0:49 |
| 7.  | «The Death of Vladimir»    | Johan Skugge & Jukka Rintamäki | 2:17 |
| 8.  | «Fire From the Sky»        | Johan Skugge & Jukka Rintamäki | 3:06 |
| 9.  | «Kaffarov's Villa»         | Johan Skugge & Jukka Rintamäki | 1:05 |
| 10. | «Operation Metro»          | Johan Skugge & Jukka Rintamäki | 2:03 |
| 11. | «La Bourse»                | Johan Skugge & Jukka Rintamäki | 0:53 |
| 12. | «Tremors»                  | Johan Skugge & Jukka Rintamäki | 2:04 |
| 13. | «Choked»                   | Johan Skugge & Jukka Rintamäki | 2:15 |
| 14. | «Black Gold»               | Johan Skugge & Jukka Rintamäki | 1:23 |
| 15. | «The Great Destroyer»      | Johan Skugge & Jukka Rintamäki | 2:22 |
| 16. | «Hunter's Point»           | Johan Skugge & Jukka Rintamäki | 0:54 |
| 17. | «Brawl»                    | Johan Skugge & Jukka Rintamäki | 0:48 |
| 18. | «Interrogating Blackburn»  | Johan Skugge & Jukka Rintamäki | 6:39 |
| 19. | «Battlefield 3 Dark Theme» | Johan Skugge & Jukka Rintamäki | 0:32 |

## Novel·la
Andy McNab va escriure una novel·la anomenada Battlefield 3: The Russian, que explica la història al voltant de la unitat de GRU Spetsnaz Dimitry "Dima" Mayakovsky i la seva participació en contra del PLR. També es va exercir com a consultor del joc en tàctiques militars. La novel·la es va publicar en el 25 d'octubre de 2011.

## Recepció

### Vendes
D'acord amb EA, el Battlefield 3 ha generat 3 milions de reserves des del dia del seu llançament. El total de les reserves proclama el "millor llançament d'acció en primera persona de la història d'EA", d'acord amb el distribuïdor. Dos dies després del llançament, el CEO d'EA John Riccitiello va anunciar a través d'una trucada de conferència als inversors que Battlefield 3 ja ha enviat 10 milions d'unitats en una setmana des del seu llançament, amb 3 milions d'aquests sent reserves. Electronic Arts declarar que el títol va vendre 5 milions d'unitats en la primera setmana de disponibilitat, fàcilment convertir-se en el seu joc més ràpidament venut. Després d'un mes, el director financer d'EA Eric Brown va anunciar que el Battlefield 3 va vendre 8 milions de còpies, i que l'editor ha enviat 12 milions de còpies del joc per als minoristes, 2 milions més que les enviades en la setmana de llançament. Peter Moore, el director d'operacions d'alt perfil d'EA, va insistir que el Battlefield 3 aconseguir prendre una llesca del mercat de Call of Duty: Modern Warfare 3.
Al Japó, el Battlefield 3 havia venut al voltant de 123.379 còpies per a la PS3 i 27.723 còpies per a la Xbox 360, quan va ser llançat. En la primera setmana, el joc havia venut 18.792 còpies per a la PS3 per un total de 142.171 còpies. La versió de PS3 més tard va vendre 8.094 còpies per a un total de 150.265 còpies.

### Crítica
El Battlefield 3 ha rebut crítiques en la seva majoria positives. IGN li va donar una puntuació de 9,0 sobre 10,0 per a totes les plataformes, i va elogiar els gràfics i el joc multijugador. Tot i que va criticar la història de la campanya per a un jugador, i els errors ocasionals del motor de joc, tot i això va donar al joc una opinió majoritàriament positiva, "Independentment dels errors narratius o els errors ocasionals, Battlefield 3 ofereix una experiència inoblidable, de classe mundial en una suite de multijugador que segurament excitarà els aficionats tiradors."
Joystiq va guardonar el joc en 4,5 de 5 estrelles, afirmant que la campanya va ser "tàcticament lineal" i que el I.A. és "poc divertit per a lluitar". Es va denunciar també l'aspecte multijugador, afirmant que la destrucció va ser menor del que s'esperava: "No és Bad Company 2,i els nivells no comencen i acaben intactes com l'aspecte de la superfície de la lluna, la manera com solia fer-se en aquest joc." Van criticar, però, lloaven l'experiència multijugador com a "sense igual", afirmant que aquesta ha de ser l'única raó per comprar el joc.
Gamespot va guardonar el Battlefield 3 un resultat de 8,5 de 10 en totes les plataformes. Es va elogiar profundament el mode multijugador, gran varietat de vehicles, molts ambients ben dissenyats, i un sistema de recompensa per al joc en equip, però, van criticar la campanya per ser "avorrit i decebedor" i l'ús d'una "coneguda fórmula". El mode cooperatiu va ser vist amb bons ulls, l'única crítica a les missions cooperatives va ser que "no hi ha més d'ells que et mantindran ocupat".
Official Xbox Magazine va donar al joc un 9 de 10, elogiant el joc pel seu mode multijugador, però criticant la campanya en solitari. De manera similar, Official Xbox Magazine (UK) va donar al joc un 8 de 10, aplaudint els seus jocs multijugador i van dir que és "El Battlefield més expansiu i refinat del mode multijugador" alhora que es criticava l'experiència d'un sol jugador.

### Altres respostes
Una escena en què se li demana al jugador a matar una rata que està atacant al personatge principal va ser criticada per la PETA. En un comunicat de premsa emès per l'oficina alemanya de l'organització, es va al·legar que el joc "tracta als animals d'una manera sàdica." El comunicat també va anar més enllà en dir que l'escena pot tenir "un efecte embrutidor sobre el públic objectiu masculí jove."
Iran ha prohibit la venda del joc. Això ve després que els jugadors iranians van protestar en el llançament del joc i es van demanar una disculpa.
El Battlefield 3 ha rebut critiques molt positives per part de Metacritic i GameRankings tant per al PC com per a les consoles PlayStation 3 i Xbox 360. Donant els seus millors gràfics en PC seguit de PlayStation 3 i Xbox 360.
Un analisis de Meristation el va qualificar amb un 9,5 (excel·lent), deixant clar que "així és la guerra".

### Premis
- Millor Shooter, 2011 IGN People's Choice Award[105]
- Millor Joc Multijugador, 2011 IGN People's Choice Award[106]
- Millor Shooter de Xbox 360, Best of 2011 IGN Award & 2011 IGN People's Choice Award[107]
- Millor Joc Multijugador de Xbox 360, Best of 2011 IGN Award & 2011 IGN People's Choice Award[108]
- Millor Shooter de PS3, 2011 IGN People's Choice Award[109]
- Millor Joc Multijugador de PS3, Best of 2011 IGN Award & 2011 IGN People's Choice Award[110]
- Millor Shooter de PC, Best of 2011 IGN Award & 2011 IGN People's Choice Award[111]
- Millor Joc Mulitjugador de PC, Best of 2011 IGN Award & 2011 IGN People's Choice Award[112]